# 327
327 је била проста година.

## Догађаји
- Цар Константин Велики је издао указ да се сеоски робови могу продавати само у провинцији у којој бораве, како би се решио недостатак радне снаге у Римском царству.
- Почиње изградња Велике Антиохијске цркве, која је завршена 341. године.
- Јелена, мајка цара Константина, враћајући се са свог ходочашћа у Свету земљу, оснива манастир Ставровуни на Кипру.